# Medida débil
En mecánica cuántica (y computación e información), las mediciones débiles son un tipo de medición cuántica que hace que un observador obtenga muy poca información sobre el sistema en promedio, pero que también perturba muy poco el estado. Según el teorema de Busch, el sistema está necesariamente perturbado por la medición. En la bibliografía, las mediciones débiles también se conocen como mediciones no nítidas, difusas, opacas, ruidosas, aproximadas y suaves. Además, las mediciones débiles se confunden a menudo con el concepto distinto pero relacionado del valor débil.

## Historia
Las mediciones débiles se pensaron por primera vez en el contexto de las mediciones continuas débiles de los sistemas cuánticos (es decir, el filtrado cuántico y las trayectorias cuánticas). La física de las mediciones cuánticas continuas es la siguiente. Consideremos el uso de una ancilla, por ejemplo un campo o una corriente, para sondear un sistema cuántico. La interacción entre el sistema y la sonda correlaciona los dos sistemas. Típicamente la interacción sólo correlaciona débilmente el sistema y la ancilla (específicamente, el unitario de la interacción sólo necesita ser expandido al primer o segundo orden en la teoría de perturbaciones). Midiendo la ancilla y utilizando después la teoría de la medición cuántica, se puede determinar el estado del sistema condicionado por los resultados de la medición. Para obtener una medición fuerte, hay que acoplar muchas ancilas y luego medirlas. En el límite en el que hay un continuo de ancilla el proceso de medición se vuelve continuo en el tiempo. Este proceso fue descrito primero por: Mensky; Belavkin; Barchielli, Lanz, Prosperi; Barchielli; Caves; Caves y Milburn. Más tarde, Howard Carmichael y Howard M. Wiseman también hicieron importantes contribuciones en este campo.
La noción de medida débil se atribuye a menudo de forma errónea a Aharonov, Albert y Vaidman. En su artículo consideran un ejemplo de medición débil (y quizás acuñan la frase "medición débil") y lo utilizan para motivar su definición de valor débil, que definieron allí por primera vez.

## Matemáticas
No existe una definición universalmente aceptada de una medida débil. Una aproximación es declarar que una medida débil es una medida generalizada en la que algunos o todos los operadores de Kraus son cercanos a la identidad. El enfoque adoptado a continuación consiste en hacer interactuar dos sistemas de forma débil y luego medir uno de ellos. Tras detallar este enfoque, lo ilustraremos con ejemplos.

### Interacción débil y medición acoplada ancilla
Considere un sistema que comienza en el estado cuántico {\displaystyle |\psi \rangle } y un ancilla que comienza en el estado {\displaystyle |\phi \rangle }, el estado inicial combinado es {\displaystyle |\Psi \rangle =|\psi \rangle \otimes |\phi \rangle }. Estos dos sistemas interactúan a través del Hamiltoniano {\displaystyle H=A\otimes B}, que genera las evoluciones temporales {\displaystyle U(t)=\exp[-ixtH]} (en unidades donde {\displaystyle \hbar =1}), {\displaystyle x} es la "fuerza de interacción", que tiene unidades de tiempo inverso. Supongamos un tiempo de interacción fijo {\displaystyle t=\Delta t} y que {\displaystyle \lambda =x\Delta t} es pequeño, tal que {\displaystyle \lambda ^{3}\approx 0}. Una ampliación en serie de {\displaystyle U} en {\displaystyle \lambda } da
{\displaystyle {\begin{aligned}U&=I\otimes I-i\lambda H-{\frac {1}{2}}\lambda ^{2}H^{2}+O(\lambda ^{3})\\&\approx I\otimes I-i\lambda A\otimes B-{\frac {1}{2}}\lambda ^{2}A^{2}\otimes B^{2}.\end{aligned}}}
Debido a que sólo fue necesario expandir el unitario a un orden bajo en la teoría de perturbaciones, llamamos a esto una interacción débil. Además, el hecho de que el unitario sea predominantemente el operador identidad, como {\displaystyle \lambda } y {\displaystyle \lambda ^{2}} son pequeños, implica que el estado después de la interacción no es radicalmente diferente del estado inicial. El estado combinado del sistema tras la interacción es
{\displaystyle |\Psi '\rangle =\left(I\otimes I-i\lambda A\otimes B-{\frac {1}{2}}\lambda ^{2}A^{2}\otimes B^{2}\right)|\Psi \rangle .}
Ahora realizamos una medición en el ancilla para conocer el sistema, esto se conoce como una medición acoplada al ancilla. Consideraremos las mediciones en una base {\displaystyle |q\rangle } (en el sistema ancilla) tal que {\textstyle \sum _{q}|q\rangle \langle q|=I}. La acción de la medida en ambos sistemas se describe por la acción de los proyectores {\displaystyle \Pi _{q}=I\otimes |q\rangle \langle q|} en el estado conjunto {\displaystyle |\Psi '\rangle }. De la teoría de la medición cuántica sabemos que el estado condicional después de la medición es
{\displaystyle {\begin{aligned}|\Psi _{q}\rangle &={\frac {\Pi _{q}|\Psi '\rangle }{\sqrt {\langle \Psi '|\Pi _{q}|\Psi '\rangle }}}\\&={\frac {I\langle q|\phi \rangle -i\lambda A\langle q|B|\phi \rangle -{\frac {1}{2}}\lambda ^{2}A^{2}\langle q|B^{2}|\phi \rangle }{\mathcal {N}}}|\psi \rangle \otimes |q\rangle ,\end{aligned}}}
donde {\textstyle {\mathcal {N}}={\sqrt {\langle \Psi '|\Pi _{q}|\Psi '\rangle }}} es un factor de normalización de la función de onda. Obsérvese que el estado del sistema ancilla registra el resultado de la medición. El objeto {\textstyle M_{q}:=I\langle q|\phi \rangle -i\lambda A\langle q|B|\phi \rangle -{\frac {1}{2}}\lambda ^{2}A^{2}\langle q|B^{2}|\phi \rangle } es un operador en el espacio de Hilbert del sistema y se llama operador de Kraus.
Con respecto a los operadores Kraus, el estado posterior a la medición del sistema combinado es
{\displaystyle |\Psi _{q}\rangle ={\frac {M_{q}|\psi \rangle }{\sqrt {\langle \psi |M_{q}^{\dagger }M_{q}|\psi \rangle }}}\otimes |q\rangle .}
Los objetos {\displaystyle E_{q}=M_{q}^{\dagger }M_{q}} son elementos de lo que se llama un POVM (siglas en inglés de positive operator-valued measurement) y deben obedecer {\textstyle \sum _{q}E_{q}=I} para que las probabilidades correspondientes sumen la unidad: {\textstyle \sum _{q}\Pr(q|\psi )=\sum _{q}\langle \psi |E_{q}|\psi \rangle =1}. Como el sistema ancilla ya no está correlacionado con el sistema primario, simplemente está registrando el resultado de la medición, podemos trazar sobre él. Haciendo esto se obtiene el estado condicional del sistema primario solo:
{\displaystyle |\psi _{q}\rangle ={\frac {M_{q}|\psi \rangle }{\sqrt {\langle \psi |M_{q}^{\dagger }M_{q}|\psi \rangle }}},}
que seguimos etiquetando por el resultado de la medición {\displaystyle q}. De hecho, estas consideraciones permiten derivar una trayectoria cuántica.

### Ejemplo de operadores Kraus
Utilizaremos el ejemplo canónico de los operadores gaussianos de Kraus dado por Barchielli, Lanz, Prosperi; y Cuevas y Milburn. Tome {\displaystyle H=x\otimes p}, donde la posición y el momento en ambos sistemas tienen la relación de conmutación canónica habitual {\displaystyle [x,p]=i}. Tome la función de onda inicial de la ancilla para tener una distribución gaussiana
{\displaystyle |\Phi \rangle ={\frac {1}{(2\pi \sigma ^{2})^{1/4}}}\int dq'\exp[-q'^{2}/(4\sigma ^{2})]|q'\rangle .}
La función de onda de posición de la ancilla es
{\displaystyle \Phi (q)=\langle q|\Phi \rangle ={\frac {1}{(2\pi \sigma ^{2})^{1/4}}}\exp[-q^{2}/(4\sigma ^{2})].}
Los operadores de Kraus son (en comparación con la discusión anterior, establecemos {\displaystyle \lambda =1})
{\displaystyle {\begin{aligned}M(q)&=\langle q|\exp[-ix\otimes p]|\Phi \rangle \\&={\frac {1}{(2\pi \sigma ^{2})^{1/4}}}\exp[-(q-x)^{2}/(4\sigma ^{2})],\end{aligned}}}
mientras que los elementos POVM correspondientes son
{\displaystyle {\begin{aligned}E(q)&=M_{q}^{\dagger }M_{q}\\&={\frac {1}{\sqrt {2\pi \sigma ^{2}}}}\exp[-(q-x)^{2}/(2\sigma ^{2})],\end{aligned}}}
que obedecen {\textstyle \int dq\,E(q)=I}. En la literatura se ve a menudo una representación alternativa. Utilizando la representación espectral del operador de posición {\textstyle x=\int x'dx'|x'\rangle \langle x'|}, podemos escribir
{\displaystyle {\begin{aligned}M(q)&={\frac {1}{(2\pi \sigma ^{2})^{1/4}}}\int dx'\exp[-(q-x')^{2}/(4\sigma ^{2})]|x'\rangle \langle x'|,\\E(q)&={\frac {1}{\sqrt {2\pi \sigma ^{2}}}}\int dx'\exp[-(q-x')^{2}/(2\sigma ^{2})]|x'\rangle \langle x'|.\end{aligned}}}
Observe que {\textstyle \lim _{\sigma \to 0}E(q)=|x=q\rangle \langle x=q|}. Es decir, en un límite determinado estos operadores se limitan a una medida fuerte de la posición; para otros valores de {\displaystyle \sigma } nos referimos a la medida como fuerza finita; y como {\displaystyle \sigma \to \infty }, decimos que la medida es débil.

## Compensación entre ganancia de información y perturbación
Como ya se ha dicho, el teorema de Busch impide un almuerzo gratis: no puede haber ganancia de información sin perturbación. Sin embargo, el equilibrio entre la ganancia de información y la perturbación ha sido caracterizado por muchos autores, como Fuchs y Peres; Fuchs; Fuchs y Jacobs; y Banaszek.
Recientemente se ha examinado la relación de compensación entre información y perturbación en el contexto de lo que se denomina el "lema de la medición suave".

## Aplicaciones
Desde los primeros días ha estado claro que el uso principal de la medición débil sería para el control de retroalimentación o las mediciones adaptativas de los sistemas cuánticos. De hecho, esto motivó gran parte del trabajo de Belavkin, y Caves y Milburn dieron un ejemplo explícito. Una de las primeras aplicaciones de las mediciones débiles adaptativas fue la del receptor de Dolinar, que se ha realizado experimentalmente. Otra aplicación interesante de las mediciones débiles es utilizar las mediciones débiles seguidas de un unitario, posiblemente condicionado al resultado de la medición débil, para sintetizar otras mediciones generalizadas. El libro de Wiseman y Milburn es una buena referencia para muchos de los desarrollos modernos.

## Más información
- Artículo de Brun[1]
- El artículo de Jacobs y Steck[30]
- Quantum Measurement Theory and its Applications, K. Jacobs (Cambridge Press, 2014) ISBN 9781107025486
- Quantum Measurement and Control, H. M. Wiseman and G. J. Milburn (Cambridge Press, 2009)[20]
- El artículo de Tamir y Cohen[31]